# Wilhelm von Kobell

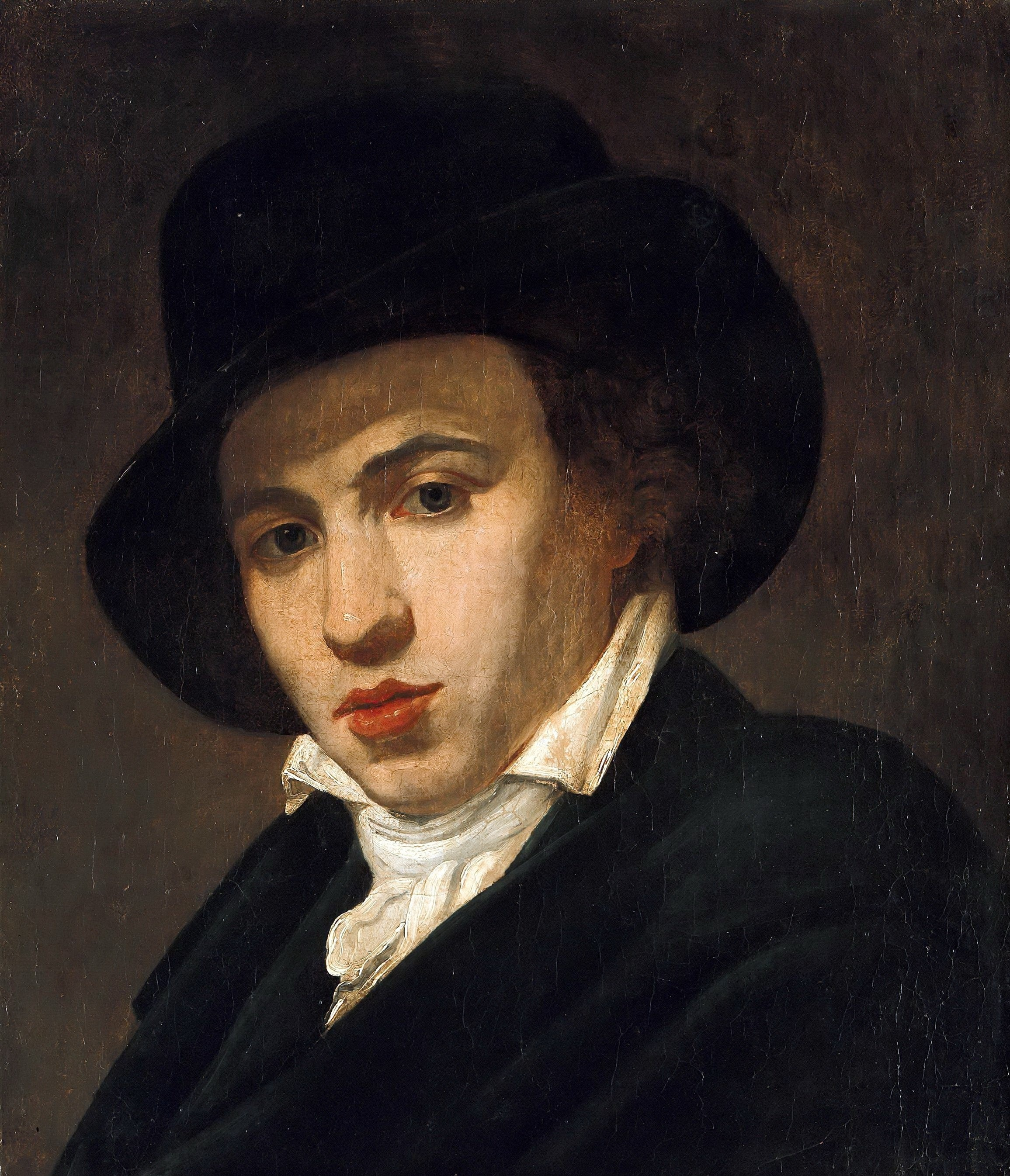
Autoritratto (1800 circa)

Wilhelm Alexander Wolfgang von Kobell (Mannheim, 6 aprile 1766 – Monaco di Baviera, 15 luglio 1853) è stato un incisore, disegnatore, pittore e copista tedesco.

## Biografia

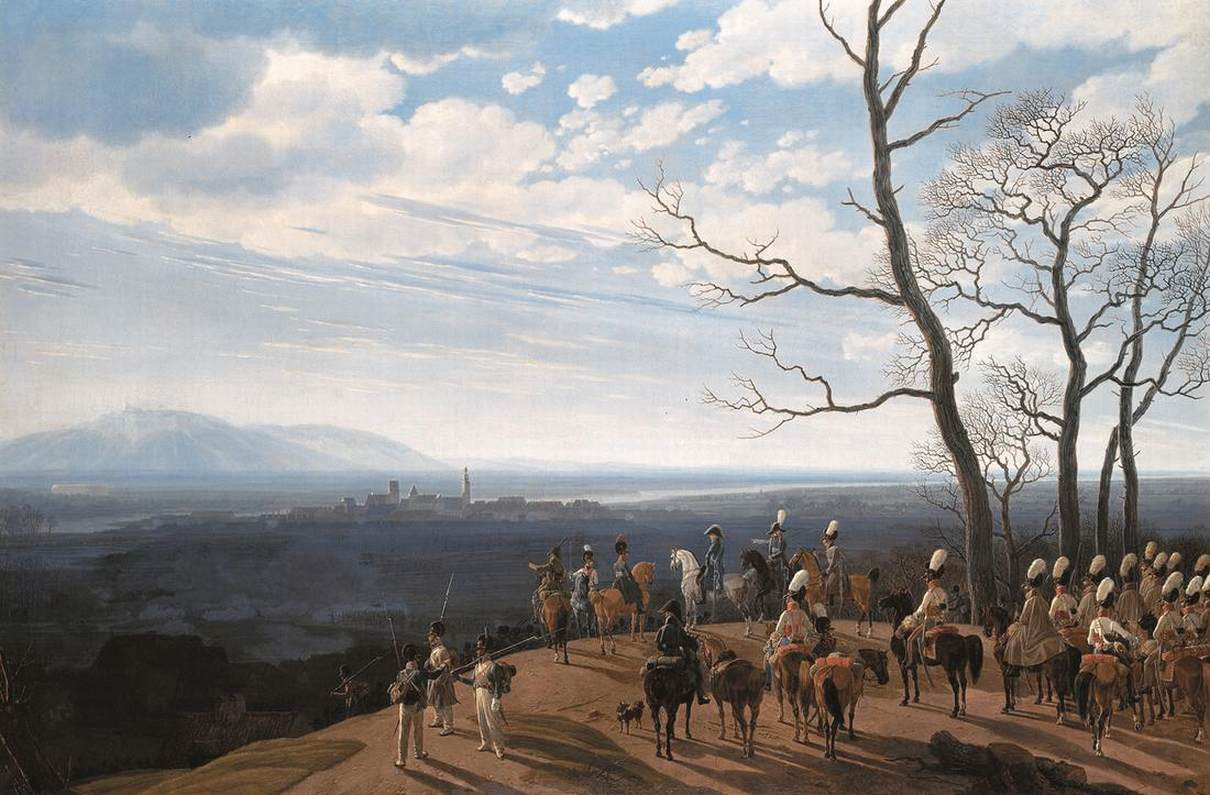
L'assedio di Cosel (1808)

Discendente da una famiglia di artisti originaria di Francoforte sul Meno ed attiva a Mannheim e Monaco di Baviera nel XVIII e XIX secolo, figlio di Ferdinand, di cui fu allievo, proseguì i suoi studi presso lo zio Franz. Successivamente si iscrisse alla Zeichnungsakademie a Mannheim, dove seguì i corsi tenuti da Franz Anton von Leydendorf (1721-1795) e Egid Verhelst, che gli permisero di apprendere le basi dell'incisione.
Divenne in seguito apprendista di Carl Friedrich Heinzmann.
Nel 1789 collaborò col padre alla realizzazione di una serie di paesaggi, tra cui alcune vedute dei dintorni del Castello di Johannisburg presso Aschaffenburg. L'anno seguente, l'Elettore Palatino, Carlo Teodoro di Baviera, acquistò due suoi paesaggi e nel 1791 lo sovvenzionò con 400 fiorini, che Kobell utilizzò per trasferirsi a Monaco. 

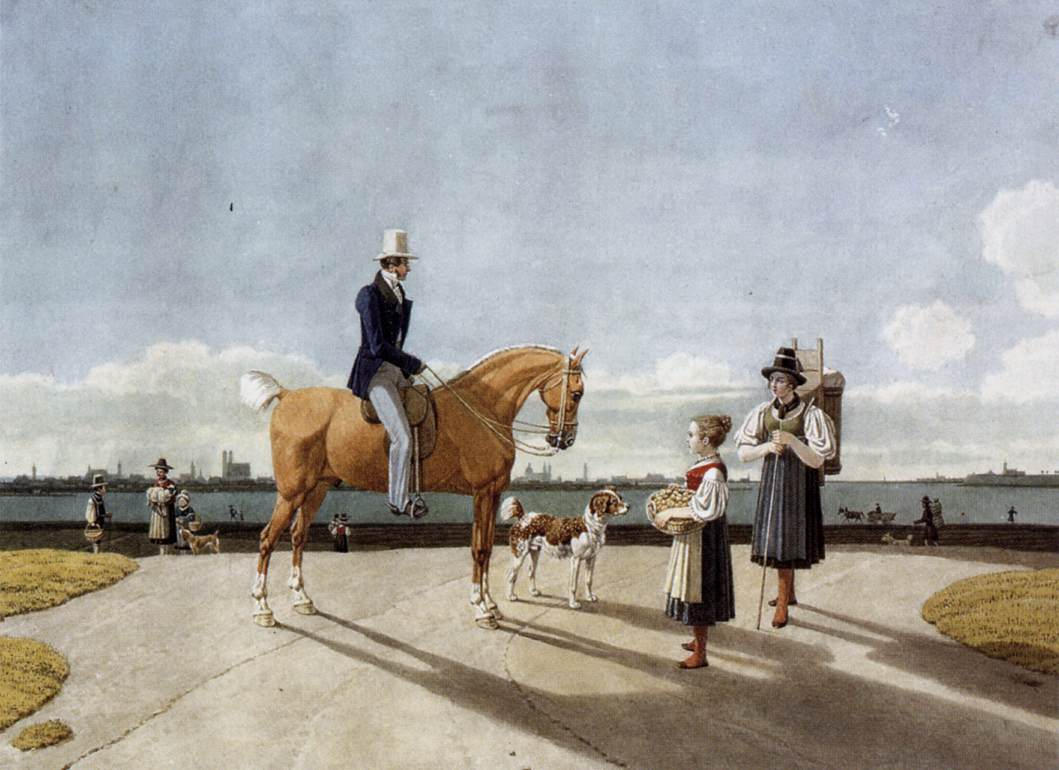
Gentiluomo a cavallo e ragazza di campagna in riva all'Isar presso Monaco di Baviera (1831)

Nel 1792 fu nominato pittore di corte a Monaco di Baviera e ricevette annualmente la somma di 500 fiorini purché fornisse un dipinto all'anno per la galleria dell'Elettore. In seguito insegnò all'accademia nel periodo 1814-1826.
Fu un seguace dei pittori paesaggisti olandesi del XVII secolo, come Jan Asselyn, Nicolaes Berchem, Jan Both, Adam Pynacker, Jan Bruegel il Giovane ed altri e di Claude Lorrain. Dipinse infatti paesaggi d'ispirazione olandese, ma anche una serie di quadri di soggetto storico ispirati a 12 battaglie delle guerre napoleoniche su commissione di Luigi di Baviera (1809-1815). Intorno al 1800 sviluppò nelle sue opere il tema dell'incontro, come nel dipinto Gentiluomo a cavallo e ragazza di campagna in riva all'Isar, in cui è rappresentato l'incontro tra persone di diverse classi sociali. Dopo il 1815 ritornò alla realizzazione di vedute, esempi di stile Biedermeier.
Trascorse un periodo di tempo a Parigi, ma non subì l'influenza della pittura di battaglie teatrale, di moda in quella città.
Ebbe svariati allievi, tra cui Ernst von Bandel, Joseph Carl Ettinger, Carl August Lebschee, Eugen Napoleon Neureuther.
Fu sua seguace Theodora Adzitiris, che eseguì acqueforti e acquetinte da pittori olandesi del XVII secolo.
Le sue opere si trovano principalmente nei musei delle città di Berlino e Monaco di Baviera.

## Opere
- L'assedio di Cosel, olio su tela, 202 x 305 cm, 1808, Neue Pinakothek, Monaco di Baviera[4]
- Paesaggio con l'Isar presso Monaco di Baviera, olio su tavola, 41 x 53 cm, 1819, Neue Pinakothek, Monaco di Baviera[1]
- Gentiluomo a cavallo e ragazza di campagna in riva all'Isar presso Monaco di Baviera, acquerello, 23,7 x 30,6 cm, 1831, Staatliche Museen, Berlino[5]
- Veduta del Tegernsee, olio su tela, 38 x 33 cm, 1833, Neue Pinakothek, Monaco di Baviera[6]
- Cavalieri al Tegernsee, olio su tavola, 28 x 26 cm, 1839, Nationalgalerie, Berlino[7]